# کامیار (خواننده)
کامیار احمدزاده (زادهٔ ۷ آذر ۱۳۵۷) که با نام هنری کامیار شناخته می‌شود، خواننده ایرانی است. کامیار در سال ۱۳۵۹ هنگامی که ۱ ساله بود همراه با خانواده‌اش به کشور فرانسه و شهر پاریس مهاجرت کرد و در آنجا بزرگ شد. 
در 16 سالگی به رشته تجربی رفت و هم کلاس هایش به او لقب گتو یا سیاه کوتی را دادند.یعنی میوه ای اسرار آمیز و درخشان.
در آنجا به مدت ۸ سال به هنرستان موسیقی رفت و پیانو را به عنوان ساز اصلی خود می‌نواخت. در طول این زمان، کامیار روی مخلوط‌کردن موسیقی سنتی خاورمیانه و آراندبی متمرکز شده بود. قبل از حرفه‌ای‌شدن در موسیقی، کامیار برای مطالعهٔ انگلیسی در دانشگاه سوربن جدید در پاریس حضور پیدا می‌کرد.
در سن ۱۸ سالگی، کامیار متوجه شور و شوق خود برای خوانندگی به سبک‌های آراندبی، موسیقی سول و فانک تحت تأثیر از استیو واندر شد. اما راه به تحقق‌رسیدن رویایش و تبدیل‌شدن به یک نوازنده حرفه‌ای آسان نبود و مانند بسیاری از اجراهای اولیه‌اش در خیابان‌ها و ایستگاه‌های مترو، در کنار بهترین دوست و شریکش حکیم راچک (Hakim Rachek) آغاز کرد.
در سال ۱۳۸۲، کامیار پاریس را ترک کرد و به لس آنجلس به منظور دنبال‌کردن حرفهٔ موسیقی خود در صنعت موسیقی فارسی رفت و به موفقیتی به عنوان خواننده جدید گروه محبوب فارسی بلک کتس دست یافت. او با این گروه آلبوم فریاد گربه سیاه را به بازار عرضه کرد. او با قطعه جون خودت به اوج شهرت با بلک کتس رسید. او به مدت ۳ سال در گروه بلک کتس فعالیت کرد و بعد از ۳ سال از این گروه جدا شد.
بعد از جدایی از بلک کتس، تا به امروز، او در بریتانیا، کانادا، اروپا، آسیا، و آمریکا تورهای کنسرت داشته‌است.
در آبان ۱۳۸۸، کامیار سرود ملی آمریکا را در یک بازی بسکتبال در لیگ ان‌بی‌ای در مرکز استیپلز در لس آنجلس اجرا کرد.
از طریق مخلوط‌کردن سبک آراندبی با روش‌ها و مقیاس‌های خاورمیانه، کامیار توانست به صنعت موسیقی بین‌المللی راه پیدا کرده و با برخی از بزرگ‌ترین اسطوره‌هایش مانند استیوی واندر بخواند.
اولین آلبوم کامیار به نام «دوباره» در سراسر جهان در آبان ۱۳۸۹ منتشر شد و تحسین منتقدین را به خاطر آوردن یک صدای بین‌المللی به صنعت موسیقی فارسی و شکستن موانع سنتی معمولی پاپ فارسی دریافت کرد. تمام آهنگ‌های این آلبوم به تهیه‌کنندگی و تنظیم خود کامیار و رحیم راچک ساخته شد به‌جز «ای جان» که توسط پیام شمس تنظیم شد.
او در فصل اول مسابقه صدای برتر هم نقش داور و مربی را ایفا کرد.

## آلبوم‌ها
- همراه بلک کتس جیغ گربه‌ها
- دوباره - ۱۳۸۹

## تک‌آهنگ‌ها
- نترسید
- ای جان
- نمی‌دونم
- دوباره
- عاشق می‌مونم
- نزدیک من
- یه عاشق
- تو با منی
- دل منو بردی
- صد در صد
- تکراری
- اصلاً یه وضعی
- چی سرم اومد
- مگه دیوونم
- بدو بیا
- رد دادم
- امشب
- یه بوس بده
- دل من
- دوست دارم
- یواش یواش
- قربونت برم
- جون
- رویاییه دنیام
- زن زندگی آزادی
- ایران مال ماست
- همیشه ایران
- آزادی

## همخوانی‌ها
- تو می‌تونی (همراه با شهرام شب‌پره)
- پاشو (همراه با رضا پیشرو)
- از دست تو (همراه با حسین تهی)
- داره باورم می‌شه (همراه با سعید پانتر)
- ناز نکن (همراه با نریمان)
- همسفر (همراه با ستار)
- خوشحالم (همراه با ملانی)
- لرزان (همراه با عزیز ویسی)
- تموم شد (همراه با رضا پیشرو)